# Luther Ingram
Luther Ingram (Jackson, 30 de novembro de 1937 - Belleville, 19 de março de 2007) foi um cantor e compositor de Rhythm and blues e música soul norte-americano. 
As canções de Ingram apareceram nas paradas de R&B, soul, mesmo enquanto ele trabalhava para uma pequena editora, a Koko Records, propriedade do seu empresário e produtor, Johnny Baylor. Koko e Baylor estavam intimamente associados com a Stax Records, sediada em Memphis, durante o auge do seu sucesso comercial. 
Ingram é melhor conhecido pelo seu êxito, "If Loving You Is Wrong (I Don't Want to Be Right)", escrito por Homer Banks, Carl Hampton e Raymond Jackson. A canção que chegou ao primeiro lugar da tabela de R&B da Billboard magazine, e colheu o terceiro no Billboard Hot 100 em 1972 (sucesso recuperado mais tarde por Millie Jackson e Barbara Mandrell). Outras faixas populares são "Ain't That Loving You (For More Reasons Than One)" e "I'll Be Your Shelter." Também foi co-autor no hit dos Staples Singers, "Respect Yourself."
Ingram faleceu aos 69 anos num hospital de Belleville devido a uma falha cardíaca. Sofria de diabetes, insuficiência renal e cegueira parcial desde há vários anos. Sobrevive-lhe a sua esposa, Jacqui Ingram.